# Podgore Saddle
Der Podgore Saddle (englisch; bulgarisch седловина Подгоре sedlowina Podgore) ist ein vereister, flacher und 2250 m hoher Bergsattel im westantarktischen Ellsworthland. Auf der Ostseite der Sentinel Range im Ellsworthgebirge liegt er als Teil der Wasserscheide zwischen dem Patton- und dem Crosswell-Gletscher 2 km westsüdwestlich des Mount Bearskin, 6,35 km nordöstlich des Mount Tyree sowie 8,4 km südöstlich des Evans Peak verbindet den Tyree Ridge mit dem Bearskin Ridge.
US-amerikanische Wissenschaftler kartierten ihn 1988. Die bulgarische Kommission für Antarktische Geographische Namen benannte ihn 2012 nach der Ortschaft Podgore im Nordwesten Bulgariens.